# Auzouville-sur-Saâne
Auzouville-sur-Saâne é uma comuna francesa na região administrativa da Normandia, no departamento de Sena Marítimo. Estende-se por uma área de 3,19 km². Em 2010 a comuna tinha 152 habitantes (densidade: 47,6 hab./km²).